# Pass the Plate
Pass the Plate (br: Passe o prato) é uma série de televisão multicultural produzida em dez países em associação com o Disney Channel e apresentada por Brenda Song.

## Sinopse
Passe o prato é uma série que através de mini-episódios, inspira famílias a terem uma alimentação saudável. Com a apresentação de Brenda Song, passe o prato conta com a participação de jovens talentos de dez países.

## Países
- Brasil
- Estados Unidos da América
- Reino Unido
- México
- Índia
- Japão
- China
- Austrália
- França
- África do Sul
- Espanha
- Vietnam